# Robert Bridges

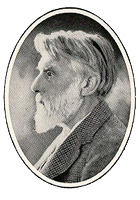
Robert Bridges.

Robert Bridges nació el 23 de octubre de 1844 en Walmer; y falleció el 21 de abril de 1930. Fue un poeta inglés gran amigo de Gerard Manley Hopkins. Obtuvo la Orden del Mérito.

## Vida
Nació en Walmer, en el condado inglés de Kent, al sureste de Londres. Se educó en el Colegio Eton y en el Colegio Corpus Christi de la Universidad de Oxford. Allí conoció a Gerard Manley Hopkins, con el cual mantendría una amistad hasta la muerte de éste en 1889. Realizó estudios de medicina en el Hospital St. Bartholomew de Londres. Ejerció como médico en el hospital para niños Great Ormond Street, pero después de contraer una neumonía, tuvo que retirarse en 1882. Tras haberse recuperado se dedicó plenamente a la escritura, aunque su carrera literaria no comenzó ahí, sino que unos años antes, en 1873, ya había publicado un libro de poesía. En 1913 fue nombrado poeta laureado.
En 1884 se casó con Monica Waterhouse, que era hija de Alfred Waterhouse, con la que tuvo tres hijos, de los cuales se encuentra la poetisa Elizabeth Daryush. Vivieron en Yattendon, después en Boar's Hill, y finalmente en Oxford, donde Robert Bridges fallecería en 1930.
Fue gracias a él que la poesía de su amigo Gerard Manley Hopkins fue reconocida después del fallecimiento de éste, ya que publicó, en 1918, un libro donde se recogía prácticamente la obra completa de Hopkins.

## Himnología
Robert Bridges también contribuyó de forma notable en la himnología con la publicación de Yattendon Hymnal en 1899. Se considera que esta colección de himnos hace de puente entre la himnología de la época victoriana y el final de la segunda mitad del siglo XIX; y la himnología moderna de principio del siglo XX.
Bridges tradujo himnos históricos importantes, de los cuales muchos se encuentran en sus libros Songs of Syon de 1904 y English Hymnal de 1906. Muchas de las traducciones de Bridges siguen siendo utilizadas, como son:
- Ah, Holy Jesus (Johann Heermann, 1630)
- All My Hope on God Is Founded (Joachim Neander, c. 1680)
- Jesu, Joy of Man's Desiring (Martin Jahn, 1661)
- O Gladsome Light (Phos Hilaron)
- O Sacred Head, sore wounded (Paulus Gerhardt, 1656)
- O Splendour of God's Glory Bright (Ambrose,4th cent.)
- When morning gilds the skies (stanza 3; Katholisches Gesangbuch, 1744)

## Sus obras principales

### Poesía
- 1876-89: The Growth of Love (1876;1889)
- 1884: Prometheus the Firegiver: A Mask in the Greek Manner (1884)
- 1885: Nero (1885)
- Eros and Psyche: A Narrative Poem in Twelve Measures (1885;1894). Una historia basada en Apuleyo.
- 1890: Return of Ulysses
- 1890: Shorter Poems, libros I - IV
- 1894: Shorter Poems, libros I - V
- Ibant Obscuri: An Experiment in the Classical Hexameter
- 1918: The Necessity of Poetry
- 1920: October and Other Poems
- 1925: New Verse
- 1925: The Tapestry: Poems
- 1929-30: The Testament of Beauty

### Críticas y ensayos
- 1893: Milton's Prosody, With a Chapter on Accentual Verse
- 1895: Keats
- 1916: The Spirit of Man
- 1927-36: Collected Essays, Papers, Etc.